# Aspalathus hirta
Aspalathus hirta är en ärtväxtart som beskrevs av Ernst Meyer. Aspalathus hirta ingår i släktet Aspalathus och familjen ärtväxter.

## Underarter
Arten delas in i följande underarter:
- A. h. hirta
- A. h. stellaris